# Michel Fernandez García
Michel Fernandez García (* 21. Mai 1983) ist ein ehemaliger kubanischer Bahn- und Straßenradrennfahrer.

## Sportliche Laufbahn
Michel Fernández gewann 2006 die fünfte Etappe der Vuelta a Cuba nach Camagüey und wurde auf zwei weiteren Teilstücken jeweils Tageszweiter. Bei den Zentralamerika- und Karibikspielen errang er Bronze im Punktefahren. Im Jahr darauf gewann er bei der Panamerikanischen Bahnradmeisterschaften im venezolanischen Valencia mit Yunier Alonso die Bronzemedaille im Zweier-Mannschaftsfahren. In der Saison 2008 entschied Fernández das brasilianische Eintagesrennen Prova Ciclística 9 de Julho für sich.
2009 gewann Fernandez García drei Etappen der Volta de Ciclismo Internacional do Estado de São Paulo und 2011 eine Etappe der Volta Ciclística Internacional de Gravataí. 2015 beendete er seine Radsportlaufbahn.

## Erfolge

### Straße
2006
- eine Etappe Vuelta a Cuba

2008
- Prova Ciclística 9 de Julho

2009
- drei Etappen Volta de Ciclismo Internacional do Estado de São Paulo

2011
- eine Etappe Volta Ciclística Internacional de Gravataí

### Bahn
2006
- Zentralamerika- und Karibikspiele – Punktefahren

2007
- Panamerikameisterschaft – Zweier-Mannschaftsfahren (mit Yunier Alonso)